# لهستان در المپیک تابستانی ۱۹۹۶
لهستان در بازی‌های المپیک تابستانی ۱۹۹۶ که در شهر آتلانتا ایالات متحده آمریکا برگزار شد، کاروان لهستان با ۱۶۵ ورزشکار در این رقابت‌ها شرکت کرد و موفق به کسب ۱۷ مدال (۷ طلا، ۵ نقره، ۵ برنز) شد. در جدول رتبه‌بندی توزیع مدال‌ها، لهستان در ردهٔ ۱۱ مسابقات قرار گرفت.